# Kilian Frankiny
Kilian Frankiny (ur. 26 stycznia 1994 w Reckingen-Gluringen) – szwajcarski kolarz szosowy.

## Osiągnięcia
Opracowano na podstawie:

2016
- 3. miejsce w Grand Prix Priessnitz spa
- 1. miejsce w Giro Ciclistico della Valle d'Aosta Mont Blanc
  - 1. miejsce na 1. (jazda drużynowa na czas) i 4. etapie
- 3. miejsce w Tour Alsace

2017
- 1. miejsce na 2. etapie Volta Ciclista a Catalunya (jazda drużynowa na czas)
- 3. miejsce w mistrzostwach Szwajcarii (start wspólny)
- 1. miejsce na 1. etapie Vuelta a España (jazda drużynowa na czas)

2018
- 1. miejsce w klasyfikacji młodzieżowej Volta a la Comunitat Valenciana
  - 1. miejsce na 3. etapie (jazda drużynowa na czas)

## Rankingi
| Rok              | 2015 | 2016 | 2017 | 2018 | 2019 | 2020 | 2021  |
| ---------------- | ---- | ---- | ---- | ---- | ---- | ---- | ----- |
| UCI World Tour   |      | -    | 349. | 230. |      |      |       |
| World Ranking    |      | 445. | 945. | 752. | 427. | 542. | 1534. |
| UCI Europe Tour  | 608. | 238. | 806. | 831. | 339. | 441. | 1077. |
| UCI America Tour | -    | -    | 355. | 358. |      |      |       |
|                  |      |      |      |      |      |      |       |
| Źródło: UCI      |      |      |      |      |      |      |       |